# Стронніцтво Людове
Польська селянська партія (ПСП, пол. «Stronnictwo Ludowe» («SL»)) — польська політична селянська партія, створена 15 березня 1931 року у результаті об'єднання ПСЛ «Пяст», ПСЛ «Визволенє» та селянського стронніцтва, у своїй програмі домагалася земельної реформи без компенсації і соціалізації деяких галузей економіки. Керівниками партії були: Вікентій Вітос, Владислав Кєрнік та Казимир Багіньський. У 1939 році Стронніцтво Людове налічувало 130 тисяч членів.

## Історія

### Перед об'єднанням
Створення Центролеву принесло, між іншим, зближення селянських угруповань. Поразка на парламентських виборах в Польщі 1930 року і використання проти опозиції, переслідувань, при досить значній політичної інерції селянських мас, примушувала до об'єднання сил, тим більше, що Центролев як організована структура принив своє існування. Взаємні контакти і співробітництво в Центролеві вказували, що відмінностей між окремими селянськими групами фактично відсутні. Також становище селянства як соціального прошарку було досить однорідним, що прагнення до єдності могло охопити все, пов'язане з досі існуючими стронніцтвами, осередками організації в селах. В об'єднанні бачили єдиний спосіб захисту від зростаючого гніту правлячого табору, перед щораз більшої дискримінації селянина як представника «нерозвиненою частини суспільства».
Спільні переживання у Бересті наблизили один до одного, а також ув'язнених політиків «Пясту» і «Визволеня». Як Вікентій Вітос, так і його прихильники у «Пясті», були найбільшими діячами об'єднання.
10 грудня 1930 року був утворений із об'єднання клубів: «Пяста», «Визволеня» та партії Селянський Парламентський Клуб Депутатів і Сенаторів Селянських (54 депутатів і сенаторів). Його головою став депутат Міхал Ронг з «Визволеня». Інші функції членів президії була розподілена рівномірно між представниками об'єднаних клубів. Виникнення парламентського клубу прискорило процес об'єднання селянських партій. Переговори тривали ще три місяці. Головним предметом спору було питання заміщення посад у майбутніх органах партії, а також визначення загальних програмних положень.

### Створення ПСП
15 березня 1931 року представники селянських партій «Пяст», «Визволєня» та селянської партії, на об'єднавчому конгресі створили нове об'єднання під назвою Польська Селянська партія. Прийнято трирівневу структуру вищого партійного органу, а саме З'їзд, Рада, Головна і Головний Виконавчий Комітет.
Головою Конгресу (вищого органу влади партії) був Максиміліан Малиновський з «Визволеня». Посади двох віце-президентів отримали представники з інших угрупувань, які увійшли до складу новоствореної партії. Головою Верховної Ради (орган ухвалюючий та контрольний) обрано Вікентія Вітоса з «Пяста». На чолі Головного Виконавчого комітету став Станіслав Ворона-Мерський з селянської партії. Генеральним секретарем був Казимир Багіньський з «Визволеня». Центральним органом пропаганди партії став тижневик «Зелений Прапор» (пол. Zielony Sztandar), а головним редактором якого був Мацей Ратай. Структура вищих органів партії, самим видатним політикам гарантувала колишні посади в керівництві партії.

### Статут та програма партії
Разом з обранням вищої партійної влади З'їзд прийняв статут та програму. Новинкою було те, що статут вводив, інакше, ніж у попередніх селянських партіях, єдину організаційну структуру і жорсткіші правила членства, накладені на членів певні організаційні обов'язки. В ході конгресу 9 травня 1931 року Головний Виконавчий Комітет Польської Селянської партії ухвалив рішення про святкування дня Народного Свята, яке з цього моменту повинно було відзначатися на Зелені свята. Встановлено також, що в день свята всі учасники кожен рік повинні святкувати його в урочистій обстановці, тобто через вивішування прапорів партії, прикрашання будинків зеленню, і т. д..
Програма партії, яка включала в себе багато політичних питань, а саме: захист від диктатури, відновлення парламентсько-демократичної системи правління та вільні вибори, незалежність судової системи і місцевого самоврядування, дотримання прав людини. Партія також заявляла про готовність взаємодії з фермерами інших національностей в рамках держави. Інші положення мали явно компромісний характер. Зокрема, це стосувалося таких питань, як справи релігійні, де програма посилалася на відповідні положення березневої конституції, водночас акцентуючи необхідність незалежності церкви від держави. Йшлося про протистояння спробам союзу духовенства з керівним табором.
Ключове значення для народного руху мало питання земельної реформи. Це питання було сформульоване у спосіб, який надто відповідав тенденціям в народному русі. Відмовилися від проголошеного старими партіями «Визволєня» та селянською партією, постулату експропріації (вилучення) земельних володінь без компенсації їхнім власникам. Важко вважати її за еквівалент формули, яка зводиться до можливості безкоштовного отримання від населення земельних володінь, призначених для проведення даної реформи. Зазначалося при цьому, значення приватної власності як основи розвитку держави та сільського господарства.
Велике значення для членів ПСП мала також розробка довгострокового соціально-економічного плану, покликаного забезпечити сільському господарству всебічний розвиток. На ці формулювання не мали впливу, ані явища економічної кризи, який може бути короткотривалим, щоб дати можливість по-новому поглянути на економічні та соціальні питання. Програма не містить жодної критики капіталізму. Не зробивши також інакше, ніж вони робили це до кризи, про основних для сільської місцевості, таких, як «ножиці цін» та фінансового навантаження сільського населення. Підкреслюючи значення сільського господарства як засобів до існування, найбіднішої та найчисельнішої верстви населення Польщі, програма заявляла одночасно доброзичливе ставлення до справедливих вимог «серед робітників».
У програмі значне місце приділено питанням культури і освіти, а також демократизації доступу до вищої освіти. Мирна політика, міжнародне співробітництво у галузі сільського господарства, як гарантія миру, розширення обороноздатності, пов'язана з протестом проти всіх зусиль, щоби реабілітувати зробити війська політичною опорою її правління — це додаткові елементи програми.
Програма партії була написана у більш радикальному дусі по відношенню до селян. В ній були декларовані аграрні принципи побудови новоствореної партії. Під час проголошення стверджувалося, зокрема, що селяни, як найчисленніший прошарок населення Польщі є основним джерелом моральних та матеріальних цінностей, на яких ґрунтується держава і народ, а саме: «Польська держава, спираючись лише на широкі маси сільського народу, справжнього сільського господаря країни, може встояти. На цих принципах майбутнє Польщі ми хочемо будувати. В ім'я тих принципів, за землю і владу боротися, ми готові».
У промові було заявлено про солідарність з іншими групами польського робітничого світу:
«… братам з міст і братам з майстерень, фабрик, заводів, копалень і братам з тимчасової роботи рук живим, бажаємо якомога краще, а для себе ми вимагаємо братського визнання наших устремлінь. Ми вам, ви нам, не тільки брати, але один одному потрібні ми».

### Об'єднання партій
Вибір центральних органів народної партії являє собою початок процесу об'єднання. На нижчому рівні важче було тримати паритет. Розподіл посад, хоча не оплачується, але викликало багато суперечностей. Процедуру презирливо називали «полькою на триполувці» в двох словах «триполувкою». Незважаючи на складності, принцип «триполувкі» вважалося основою єдності та рівноваги сил в організації, а також форма захисту перед спробами правлячого табору здійснювати диверсійно-бандитські акції.
На території Польщі об'єднання йшло досить повільно. Ставлення села відрізнялися в цей період, як правило, існувала значна пасивність, і, отже, процес повного об'єднання мав, як правило, спорадичний характер. Активісти, що діяли до об'єднання угруповань неохоче допускали недавніх політичних супротивників для своїх територіальних організацій. Те ж саме явище існувало щодо народної преси. Йшла нерідко гостра боротьба у злитті функцій, що виникала у повітових центрах воєводств. Це стосувалася, насамперед для колишніх членів «Визволєня» та селянської партії, які конкурували за вплив в Конгресі.
Ефективно партія повставала на території колишньої Австро-Угорщини, особливо, в околицях Кракова; створювали їх, спираючись на базі колишньої організації «Пяст». У короткий час ця територія стала справжньою територією впливу Народної Партії. В процесі об'єднання виникали конфлікти на ідейному підґрунті. Критикували нещодавно прийняту програму, іноді з позиції правих, часом радикальних. Конфлікти ці виникали, переважно, через діючі на території села відділення. Нарешті, на початку 1932 року з партії вийшло декілька груп активістів, спочатку великопольських. Найближчим часом також створені ними тимчасові, як правило, організації, що опинилися у безпартійному блоці співпраці з польським урядом (пол. Bezpartyjny Blok Współpracy z Rządem — BBWR). До середини 1932 року процес об'єднання був в основному завершений. Була створена єдина мережа центрів провінцій, округів та управлінь гмін. Було витрачено багато зусиль на навчання на курсах для величезної кількості молодих активістів, які входили до більшості молодіжних організацій, зокрема, до Союзу Сільської Молоді| (пол. Związek Młodzieży Wiejskiej — ZMW).

### Радикалізація мас та селянські страйки
На стан села почала впливати криза. З'явилася радикалізація селянських мас. Селяни все частіше критикували як санаційну систему правління, так і існуючу економічну ситуацію. Невдоволені селяни чинили активний опір поліції. Так зокрема, під час святкування дня Народної партії в Любліні, Кросненського повіту, у зіткненнях з поліцією загинув один селянин; у Лапанові біля Бохні (нині — район Кракова) загинуло п'ятеро селян; у Ліському повіті селяни виступили у близько 20 селах (усього близько 8 тис.), причиною стала чутки про повернення кріпацтва. У зіткненнях з поліцією загинули шестеро селян.
Невдоволених селян у боротьбі підтримувала Народна партія. З 1932 року Народна партія сама розпочала організовувати страйки, селянські повстання. Перший страйк відбувся в лютому 1932 року в одному з найкраще організованих округів ПСП — Лимановському. Гаслом страйкувальників була вимога зниження плати за торгівлю на ярмарку. У березні страйк відбувся в окрузі Домброва Тарновська. У квітні ПСП, за посередництвом керованими нею членами Профспілки фермерів (пол. Związek Zawodowy Rolników — ZZR), оголосило бойкот ринків Ловечу. Потім страйкували селяни у Мінськ-Мазовецькому повіті. Був гучний конфлікт з приводу сільськогосподарського страйку в Ядуві Радзиміньського повіту. Селяни чинили опір поліції, захищаючи учасників виступів від арешту. Поліція застосувала зброю. Три селянина було вбито, декілька отримали поранення. Було проведені арешти серед страйкарів. У вересні страйкували селяни Варшавського воєводства. Найбільш активні виступи страйкарів відбулися у варшавському повіті. Проходили також масові арешти. Результатом масових виступів страйкарів стало зменшення торгових витрат.

### Розвиток та радикалізація ПСП
Від наслідків кризи і проведення санації село постраждало більше за місто. Обмеження компетенції органів місцевого самоврядування, обструкція доступу до шкіл, «панська» позиція більшості чиновників — добре обізнаних у проблемах на селі, беззаконня та утиски з боку поліції, в поєднанні з відсутністю перспектив на майбутнє вплинуло на ставлення і погляди багатьох селян. Частина з них стали членами революційного руху, інші приєдналися до Народної партії.
У 1932 році, ПСП пережила бурхливий період розвитку. Було створено в 1287 нових осередків, найбільше у 1939 році. У травні 1933 року партія налічувала понад 3000 осередків та 120 тисяч членів. Партія мала розвинуту організаційну мережу — близько у 170 повітах, в першу чергу у Малопольщі, в Познанському та центральних воєводствах. Партія значно слабший вплив мала на теренах Східної Польщі та Померанії. З ПСП формально співпрацював, хоча від неї незалежний Союз сільської Молоді (пол. Związek Młodzieży Wiejskiej — ZMW), який налічує близько 40 тисяч членів. Під безпосереднім впливом ПСП та пов'язаних з нею організацій було близько 200 тисяч селян. З одного боку, враховуючи умови сільській місцевості, в яких приналежність до опозиційної партії не було можливим приховати, а це веде за собою, як правило, майже щоденні утиски й навіть репресії, але з другого боку, це становило серйозну силу, з існування якою правлячому уряду доведеться постійно рахуватися.
З припливом нових членів партія прийняла чіткий процес радикалізації. Чергові сільські страйки, організовані ПСП показали, що організація готова до боротьби з правлячим урядом Польщі. Змінам піддалася також і ідеологічні відносини. Вітос, який став провідним лідером антисанаційних виступів, також змінив свої політичні погляди. Велике враження справило його інтерв'ю, розміщене у листопаді 1932 року в соціалістичній газеті «Вперед» (пол. Naprzód). Вітос казав про необхідність ліквідації великого сільськогосподарського майна і передачі землі селянам без викупу, вбачаючи в цьому єдиний шанс покращення їхнього фінансового становища. Він також вважав, що капіталізм є пережитком минулого та мав бажання працювати в тісній співпраці з усіма демократичними партіями лівого спрямування.
У травні 1933 року, відбувся перший об'єднавчий з'їзд ПСП, після якого Вітос незвикло різко розкритикував санації, вказуючи на її нездатність до виведення Польщі з кризи.
З'їзд прийняв поправку до програми 1931 року з питань аграрної реформи. На місці парцеляції для компенсації зажадав «негайного та безкоштовного придбання державою великих земельних наділів». На з'їзді піддано різкій критиці заходи санації, призвано до усунення диктатури (також піддав критиці диктаторські прагнення ND), протестували проти нового закону місцевого самоврядування та проектів нової конституції. Багато резолюцій мали чітко антикапіталістичний характер.
Щоб уникнути конфліктів на особистому тлі, підтримали майже без змін існуючу ієрархію посад та структуру центральних органів партії.

### Репресії та їх наслідки
У той час В сільській місцевості як і раніше бунтували проти уряду санації. Ще до з'їзду у квітні, в селі Касіна-Вєлька під Лимановом, у процесі спроби розгону поліцією зборів ПСП — двоє селян загинули, декілька отримали поранення. Наприкінці травня відбулося зіткнення між селянами та збирачами податків у Козоджі Ропчицького повіту. Коли до акції долучилася й поліція, селяни спонтанно організували оборону, яка поширилася на територію кількох районів. Протягом двох тижнів тривали селянські заворушення. Найбільш кривавим був червень, коли під час боїв з поліцією загинуло декілька десятків селян.
Польська влада наприкінці червня 1933 року приступили до більш рішучих дій по стабілізації ситуації у сільській місцевості. Було заарештовано кілька тисяч людей, кілька сотень відправили у в'язницю. Під час масових обшуків, поліція навмисно нищила майно селян та забирала продукти. У жовтні 1933 року розпочалася серія процесів проти селян, в результаті чого 9 із них отримали обвинувальний вирок терміном до 5 років позбавлення волі.
Виступи селян мали місце в основному на території Малопольщі і значною мірою мали імпульсивний характер. Були доказом рішучості (бідність галичан) та волі до боротьби народних мас, але не охопили більш широких областей країни. Ранньою восени хвиля селянських виступів, почала спадати.
На репресії наражалися також активісти ПСП, зокрема, вихідці з місцевостей, охоплених хвилюваннями. Пропаганда санаційна закликала до закриття партії та арешту самого Вітоса, якому приписувала відповідальність за виступи селян. Тактика правлячого уряду мала значний вплив на стосунки у партії. Противники Вітоса, насамперед, з колишніх селянської партії та партії «Визволєня», виступали проти посилення боротьби. Вони воліли обмежити виступи опозиції в сеймі.
Сам Вітос, який вже став найбільш безкомпромісно налаштованим селянським ватажком, завдяки постійно зростаючій владі, вважав необхідним посилення опору. Призвав велику кількість молодих членів селянської партії покинути опозицію «брестського» парламенту. Він брав до уваги можливість переходу партії у підпілля. Свої ідеї представив на Раді Верховній ПСП у вересні 1933 року. Ворожість стосовно Національно-демократичної партії і слабкості соціалістів запропонував, щоб партія взяла курс на самостійну боротьбу, незалежно від позиції можливих союзників. Witos змінив також цілі використання. Заявив, що: "промисловість повинна бути націоналізована, а користь з неї (прибутки) розподілялися справедливо між громадянами.
ПСП почали все частіше рекламувати антикапіталістичні гасла. Була радикалізована програма Союзу сільської Молоді (пол. Związek Młodzieży Wiejskiej — ZMW). Цей процес проходив не без вагань та непослідовності. Свідченням зміни ставлення нематеріального характеру провідних членів організації стала конференції «ССМ-ців», що пройшла у липні 1933 року у Кемпі Целеєвської біля Ґарволіна. Пов'язані з Вітосом активісти, в основному з Польщі, взяли ініціативу створення законспірованої мережі партії.
Створювалися «трійки», «п'ятірки», координаційні групи, незалежні від легально існуючих осередків ПСП. На початку 1934 року до таємних структур організації належало вже близько тисячі членів.
28 вересня 1933 року Вікентій Вітос, Владислав Кєрнік та Казимир Багіньський, побоюючись репресій, залишили Польщу. Під час відсутності Вітоса в період 1935—1939 роки, що перебував тоді у Чехословаччині, ПСП неофіційно очолював Мацей Ратай (офіційно посада була вільною).
Еміграція найбільш безкомпромісно антисанаційно налаштованих політиків заспокійливо вплинула на ситуацію в stronnictwie. Одночасно репресії і крах надії на досягнення успіху шляхом одноразового повстання і повалення урядів санації, знизили активність селянських мас, а, отже, і активності партії.
На настрої вплинули також результати проведених після прийняття закону про уніфікацію самоврядування, виборів громадських і муніципальних рад. За допомогою тиску та фальсифікацій санація отримала більшість мандатів. Партія зайняла перше місце серед опозиційних угруповань. Ці результати, незважаючи на те, що вони могли б розглядатися в даних умовах за успіх, сприяли поглибленню настрою байдужості і зневіри. Зменшилася кількість передбачуваних осередків ПСП. Від участі у боротьбі самрусунулася значна частина існуючих активістів.

### Зміна курсу
Після виїзду з Польщі «брестських» емігрантів посилилася боротьба за керівні посади в колишній партії «Визволеня» та селянської партії. Обидві фракції змагалися за вплив у центральних воєводствах. Одночасно в обидвох зароджувалися тенденції до пом'якшення опозиційного впливу на владу. Ще у силу звички клуб сейму, доправив декілька інтерпеляцій, на знак протесту проти адміністративного тиску та запит на вираження вотуму недовіри спікеру Сейму Казимира Світальського. Незабаром, до уряду таки увійшли два колишніх члени «Визволеня» — Маріан Зиндрам-Косцялковський та Юлій Понятовський. Разом з іншими заходами правлячого табору, було прийнято залишити опозицію, як бажання залучити союзників серед незалежних від санації політичних угруповань. Правда, Головний Виконавчий Комітет визнав за потрібне прийняти резолюцію, щодо неправдивої інформації, що партія змінила своє опозиційне ставлення до правлячого табору, але це не вплинуло, як показано на посаду значної групи лідерів ПСП. Президент клубу посельського Міхал Ронг, генеральний секретар партії Ян Смола, а також і інші висловлювалися, іноді публічно, у спосіб вигідний для санації. Преса розпустила чутки про переговори активістів ПСП з провідними санаційними політиками.
У квітні 1934 року не було підтверджено судом звинувачення фінансового характеру, але пан Ронг перестав бути президентом Виконавчого комітету партії, а кілька місяців потому від партії президентом було призначено Станіслава Врону. Навколо нього зосередилася група з декількох десятків активістів колишньої селянської партії. Серед них були 41 член Ради, 5 членів NKW з його головою Анджеєм Валероном, 14 членів парламентського клубу, 3 очільників правлінь воєводств та 23 очільників повітових осередків. Вони почали видавати в серпні 1934 року тижневик «Народна Польща» (пол. «Polska Ludowa»). Лист, що декларує вірність партії, було насправді базою організаційної підготовки до розвалу організації. Керівництво партії, діячі якої пов'язані з листом, були дуже впливовими особами, провадили політику, спрямовану на подолання кризи, але, як виявилося пізніше, вона обмежилася лише справою санації. Отже, в наступних резолюціях були, наприклад, що лист не має нічого спільного з народним рухом, що його діяльність шкідлива, і, нарешті, визнано органом партії.
На місці Станіслава Врони, щоб йти в ногу з принципом три поля балансу в уряді, Головою Виконавчого комітету партії був обраний Станіслав Миколайчик. На вільну, через відмову Вітоса, посаду очільника Верховної Ради було призначено політичного друга Станіслава Врони — Анджея Валерона. Вже у лютому 1935 року Головою Виконавчого комітету Верховної Ради партії обрано Мацея Ратая. Те рішення було прийнято, щоб зупинити полеміку колишніх активістів селянської партії. Як з'ясувалося, це крок був останньою спробою зберегти єдність партії.

### Відновлення діяльності
У 1937 році терпіння селян в очікуванні змін вже скінчилося. Не реалізовані урядом санаційні постулати, проголошені у січні 1937 року з'їздом селянської партії, стали безпосередньою причиною. Вимагалося амністії для політичних емігрантів, засуджених в Бресті у 1931—1932 роках, зміни до виборчого законодавства в Сейм та Сенат, демократичного управління. Під час акції протесту був організований селянський страйк. Метою було утримання від всіх покупок і продажів сільськогосподарської продукції з 16 по 25 серпня 1937 року. Організовані у цілій Польщі (за винятком Помор'я, Шльонську та Кресів Східних), наймасовіший і швидкий перебіг подій відбувся у Малопольщі, де у зіткненнях з поліцією загинуло 46 осіб.
У разі зовнішньої загрози, усі внутрішні проблеми відійшли на другий план. Патріотичні мітинги та збір коштів для Національного фонду оборони (пол. Fundusz Obrony Narodowej — FON) відвернув увагу мас від питання демократизації.
З початком другої світової війни у вересні 1939 року ПСП перейшла у підпілля та працювала під кодовою назвою партія «Рох» та «Трикутник». Збившись у кілька десятків тисяч активістів, ПСП була найсильнішою підпільною партією у політичному житті окупованої Польщі.

### Розкол
8 липня 1945 року — через кілька днів після повернення Миколайчика до Польщі — у Варшаві пройшла конференція, в якій взяли участь члени довоєнного Вищої Виконавчої Ради партії, підземного Центрального Проводу Народного Руху, а також представники управлінь ПСП з воєводств. Було вирішено вийти з підпілля структурам партії «Рох» та був створений Тимчасовий Виконавчий Комітет ПСП. 12 липня цей орган вийшов з президії, в якому головою було знов призначено Вікентія Вітоса, а першим віце-президентом був призначений Станіслав Миколайчик.
Між тим, непомітно стався розкол. В період 1944—1945 роки частина селянських активістів, разом з комуністами, організувала власні партійні структури, також під назвою народна партія, на літо 1945 року орієнтовно у списках партії налічувалося до 200 тисяч осіб. Лідери обох народних партій не дійшли до порозуміння у справі про об'єднання, і тому 22 серпня 1945 року Президія Крайової Національної Ради, висловили свою згоду на діяльність партії Станіслава Миколайчика, яка з тих пір виступала під назвою Польська партія популярна (пол. Polskie Stronnictwo Ludowe — PSL). Більшість членів ПНП разом з його тодішнім головою Станіславом Баньчиком перейшла до миколайчицького ПСП, де він обіймав посаду віце-президента польської селянської партії.
Селянська партія разом з угрупуванням лівого спрямування ПСП (формується восени 1947 року, після втечі Станіслава Миколайчика) становили ядро пізніше створеної Об'єднаної народної партії, на чолі з Йозефом Нєцко.

### Стосунки з українськими політичними партіями Західної України
Вперше діяльність ПСП стала предметом обговорення представниками українського національного табору у 1933 році. Активна пропаганда ПСП, пов'язана зі страйковим рухом у 1932 — 1933 роках, спричинила зростання впливів польської селянської організації та поступове розширення її регіональної мережі у Західній Україні.
У червні 1933 року друкований орган УНДО — тижневик «Свобода», коментуючи підсумки організованих ПСП страйків, вказував на необхідність посилення політичної діяльності серед селянства. Стурбованість представників українського політикуму перед зростаючими впливами ПСП була небезпідставною. У першу чергу вона пов'язувалася з вдалим використанням лідерами польської селянської партії економічних гасел, які на тлі існуючої кризи знаходили сприятливе підґрунтя і однакове розуміння як польського, так і українського селянства.
В умовах економічної кризи орієнтовані на українське селянство політичні партії підіймали співзвучні з ПСП вимоги. Для прикладу, економічні резолюції прийняті на зборах УСРП, були ідентичними до подібних документів, прийнятих ПСП. Вони в однакових мірі вимагали ліквідації монопольних промислових об'єднань — картелів, полегшення податкового тиску, збалансування цінової політики щодо сільськогосподарських та промислових товарів, проведення земельної реформи без відшкодування і т. д. Але на відміну від українських політичних партій, ПСП застосовувала радикальні методи захисту економічних інтересів селян — страйки. Значного резонансу у Західній Україні набув, підтримуваний ПСП, селянський страйк в с. Острів Тулігловський Рудківського повіту, що відбувся у червні 1936 року. Зазначена акція носила виразно економічний характер. Причиною вибуху страйку стали вимоги підвищення заробітної плати працівникам місцевого поміщицького фільварку. Активну участь в подіях, що закінчилися придушенням страйку із застосуванням зброї проти його учасників, узяли місцеві українці. Страйк в Острові посилив популярність ПСП серед українців. Зокрема, збільшення участі українського населення у заходах організованих ПСП зафіксовано у звітах львівської воєводської управи.
Зростання популярність ПСП серед українського селянства спонукала українські партії вдалися до аналізу ситуації, що склалася. Так, представники УНДО відзначили вдале використання людовцями існуючих прогалин у роботі українських організацій з селянством. Незацікавленість українських діячів першочерговими проблемами селян, зокрема, такими питаннями як оплата праці, на їхню думку, були основною причиною орієнтації останніх на ПСП. Відзначаючи реальність гасел і методів політичної діяльності ПСП, в УНДО зробили висновок про необхідність створення власних важелів контролю за умовами праці сільськогосподарських робітників перед економічним взиском польських поміщиків.
Існувало спільне бачення представниками ПСП та українських легальних партій відносно низки політичних питань. Будучи послідовними прихильниками демократичного устрою Польщі, вони гостро критикували авторитарні методи правління уряду санації. Прийняті у 1935 році, з ініціативи проурядового Безпартійного блоку співпраці з урядом (ББСУ), конституція Польщі та виборчий закон суттєво обмежували демократичні свободи селянства, яке фактично позбавляється можливості впливу на політичні процеси у державі. Перелічені вище фактори сприяли зростанню опозиційних настроїв серед українського та польського селянства Західної України щодо режими санації.
Першою спробою спільного політичного виступу українського та польського селянства став тритижневий страйк, проведений повітовою організацією ПСП у вересні 1935 року у Калуському повіті на знак протесту проти прийняття запропонованих ББСУ конституції та виборчого закону. Його перебіг та солідарна позиція селян отримали високу оцінку вищого керівництва ПСП.
Діяльність ПСП із залученням українців до спільних політичних виступів, що надалі проводилися під гаслами зміни діючих конституції та виборчого закону, активізувалися на початку 1937 року і була пов'язана з приготуванням до ініційованого партією загальнопольського політичного селянського страйку. Розуміючи важливість підтримки українським населенням зазначеної акції делегати січневого Конгресу партії 1937 року ухвалили спеціальну пропозицію, у якій привітали факти вступу селян Східної Малопольщі (Галичини) до організації, а також висловили переконання, що співпраця польських та українських селян, керована, з одного боку, спільними селянськими інтересами, а з другого, визнанням того, що спільність національних та культурних потреб з обох боків є найкращим шляхом до розв'язання та співіснування двох народів на теренах Польської держави.
Українське селянство повітів Західної України, у яких було проголошено страйк, приєдналося до цієї акції людовців. Винятком у цьому був, хіба що Яворівський повіт, де під час страйку у с. Гнойніца, українські селяни вийшли з місцевого осередку ПСП. Проте у Калуському, Рогатинському, Підгаєцькому, Бучацькому, Чортківському та Копичинецькому повітах акцію ПСП підтримала значна частина українців. Зокрема, під час страйку проти пацифікації у Підгаєцькому повіті, співвідношення заарештованих українців до поляків було у межах 50 %.
Неоднозначною щодо організованого ПСП страйку була реакція українських політичних партій Західної України. Єдиною організацією, що підтримала акцію людовців була Комуністична партія Західної України. Так, солідарну підтримку польським селянам висловив ковельський окружний комітет КПЗУ. Видана ним відозва закликала українське населення надавати всіляку допомогу страйкуючим селянам. У Східній Галичині з ПСП солідаризувалися місцеві осередки КПЗУ у Стрию та Бурштині. Загалом, переважаюча більшість українських селян, які брали участь у страйкових акціях 1937 року, знаходилася під впливом КПЗУ.
Категорично проти участі у страйку українського селянства виступали представники Організації українських націоналістів. Натомість вони проявляли зацікавленість у виступах польських селян проти режиму санації як, вигідного ним, дестабілізуючого суспільного фактору.
Легальні українські політичні організації зайняли негативну позицію по відношенню до політичної акції проведеною ПСП. Визнаючи те, що вони відкрито виголосили гасла проти залучення українського селянства до страйкових акцій. Причиною такої ситуації було те, що в основі відносин українського політикуму та ПСП, незважаючи на спільність економічних та політичних вимог стояли глибокі розбіжності в баченні вирішення українських та польських селян. Діячів українського національного руху не задовільнили підходи ПСП до ряду ключових моментів даної проблеми, зокрема, врегулювання земельного питання між українським та польським населенням Галичини.
Представники ПСП й надалі проголошували промови про необхідність посилення впливу польського етно-політичного фактору на теренах кресів Східних, вважаючи безпідставними претензії українців на територію Західної України. Найбільшого обурення представників українського національного руху викликали заяви людовців щодо колонізації східних територій Польщі. Нову хвилю закликів до колонізації Західної України ПСП розпочала на початку 1935 року, а саме виходом 3 лютого 1935 року статті Павела Бобека у друкованому тижневику ПСП — «Пяст» (пол. Piast). У цій статті П. Бобек сконцентрував свою увагу на тому, що велика власність у Західній Україні не може бути основою виключно української колонізації, оскільки ця проблема є для польського селянина і цілого народу «питанням бути, чи не бути». Подібна заява людовців була зроблена на тлі переосмислення значною частиною польського політикуму доцільності колонізації. На можливі негативні наслідки колонізації вказували також й такі відомі польські політики, як Владислав Грабський та Станіслав Лось. Незважаючи на це, у середовищі прихильників польського селянського руху Західної України, ідея осадницької акції продовжувала користуватися популярністю. Про це свідчать резолюції прийняті з цього приводу зборами регіональних осередків ПСП.
Заяви людовців знаходили свою підтримку у польських провладних колах. Так, 1 жовтня 1936 року уряд оголосив перелік маєтків у Східній Галичині, що підлягали примусовому поділу на менші частини (парцелі). Ухвалення такого рішення зустріло рішучий спротив представників українського політикуму.
На знак протесту 15 жовтня 1936 року, у Львові, був скликаний масовий протестаційний мітинг. УНДО розпочало широкомасштабну антиколоніальну акцію. з 15 жовтня 1936 року по 1 січня 1937 року у Західній Україні відбулося близько 200 акцій протестаційного характеру. Крім того це питання підіймалося депутатами парламентського клубу УНДО. Виступаючи, 2 грудня 1936 року, на пленарному засіданні сейму, лідер партії Василь Мудрий вимагав негайного вирішення та врегулювання багатьох питань, зокрема, нормалізації процесу парцеляції у Західній Україні припинивши подальший приплив колоністів. Під час антиколоніальної кампанії діячі УНДО піддавали гострій критиці діяльність ПСП, яка своїми діями сприяла ескалації напруженості навколо цього питання. УНДО підтримали представники УСРП та у резолюції Головної управи партії зазначалося, що «український народ протестує проти усіх планів нової колонізації та усіх можливих наслідків такої нової політики скидає на тих, що таку політику хочуть проводити».
Сповідувані ПСП гасла на полонізацію та колонізацію Західної України стали одним з ключових мотивів, що спонукали українські політичні партії не підтримати селянський страйк 1937 року та виступити зі зверненням до українського населення, утриматися від участі в ньому. Вони ж, незважаючи на спільність у економічних та деяких політичних питаннях українського та польського селянства Східної Галичини, були головною причиною конфронтації польського селянського руху з представниками українського національного табору.